# Hong Jeong-ho (handebolista)
Hong Jeong-Ho (21 de maio de 1974) é uma ex-handebolista sul-coreana. campeã olímpica.
Fez parte da geração de ouro sul-coreana, medalha de ouro, em Barcelona 1992.